# Siku
El sicu o siku (del aimarasiktasiña, 'tubo que da sonido'), es un instrumento musical de la familia de las flautas de Pan. Está compuesto por una doble hilera de tubos de longitud decreciente: el arka, con siete tubos, y el ira, con seis, aunque estas cantidades pueden variar según el tipo de siku. Se utiliza en la música folclórica del altiplano andino y sigue presente en Perú, Argentina, Bolivia, Chile, y Ecuador.

## Origen

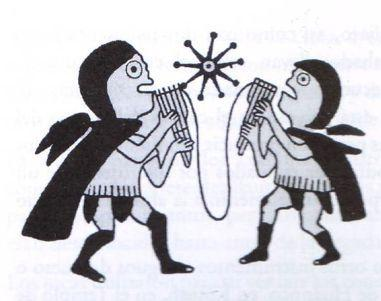
Músicos moche ejecutando siku (Hallazgo de cerámica con una antigüedad de 1600 años - Museo de instrucción pública de Berlín)

El principal instrumento musical utilizado es el siku, zampoña o antara de procedencia de la zona central de Perú. El sikuri que tiene su origen hacia 4000 años a. C.. En Perú está declarado como Patrimonio Cultural Inmaterial por el extinto Instituto Nacional de Cultura del Perú (INC) actual Ministerio de Cultura del Perú. Su origen y desarrollo se inició en la cultura Caral, Perú desde allí se difundió a otras culturas donde se extendió y desarrollo en diferentes formas y estilos hacia todo el continente. 
Cabe recalcar que los sikus (los instrumentos) se conservaron mejor en las culturas costeras en mayor medida gracias al clima seco y árido. Fue importante el hallazgo de estos instrumentos en las ruinas de la cultura caral y de 26 zampoñas bipolares de siku en el centro religioso de la cultura nazca denominado Cahuachi. En la cultura moche representaron la ejecución del siku en su cerámica donde puede verse a dos músicos enfrentados interpretando estos instrumentos que se hallan unidos mediante una cuerda, situación que también lo  representan en otro bajo relieve cerámico, aunque también hicieron otras representaciones parecidas tanto en su cerámica como en su pintura. El inconveniente es que no se conoce la forma de ejecución e interpretación musical del siku en las culturas costeras porqué se extinguieron y no se tiene registro musical ni sonoro ni escrito, lo que se intenta es reconstruir como sonaban las melodías, la armonía, el ritmo y el tempo. A diferencia de las culturas costeras otras culturas prehispánicas si pudieron conservar su música entre ellas el siku de los Aimara.
Las formas del siku variaron a lo largo de la historia de diferentes culturas indígenas en la ejecución, interpretación, el tamaño y en el material utilizado para su confección ya sean de cañas metales o cerámica.

## Construcción
Es habitual que un mismo instrumento se fabrique con piezas de corte consecutivo de una misma caña. Esto significa que además de irse acortando su tamaño nudo a nudo, su diámetro disminuye en igual proporción.
Es algo lógico si tenemos en cuenta que la sección de las cañas no es perfectamente cilíndrica. Debido a la forma en que crecen las plantas, siempre tiende a ser cónica.

## Tipos

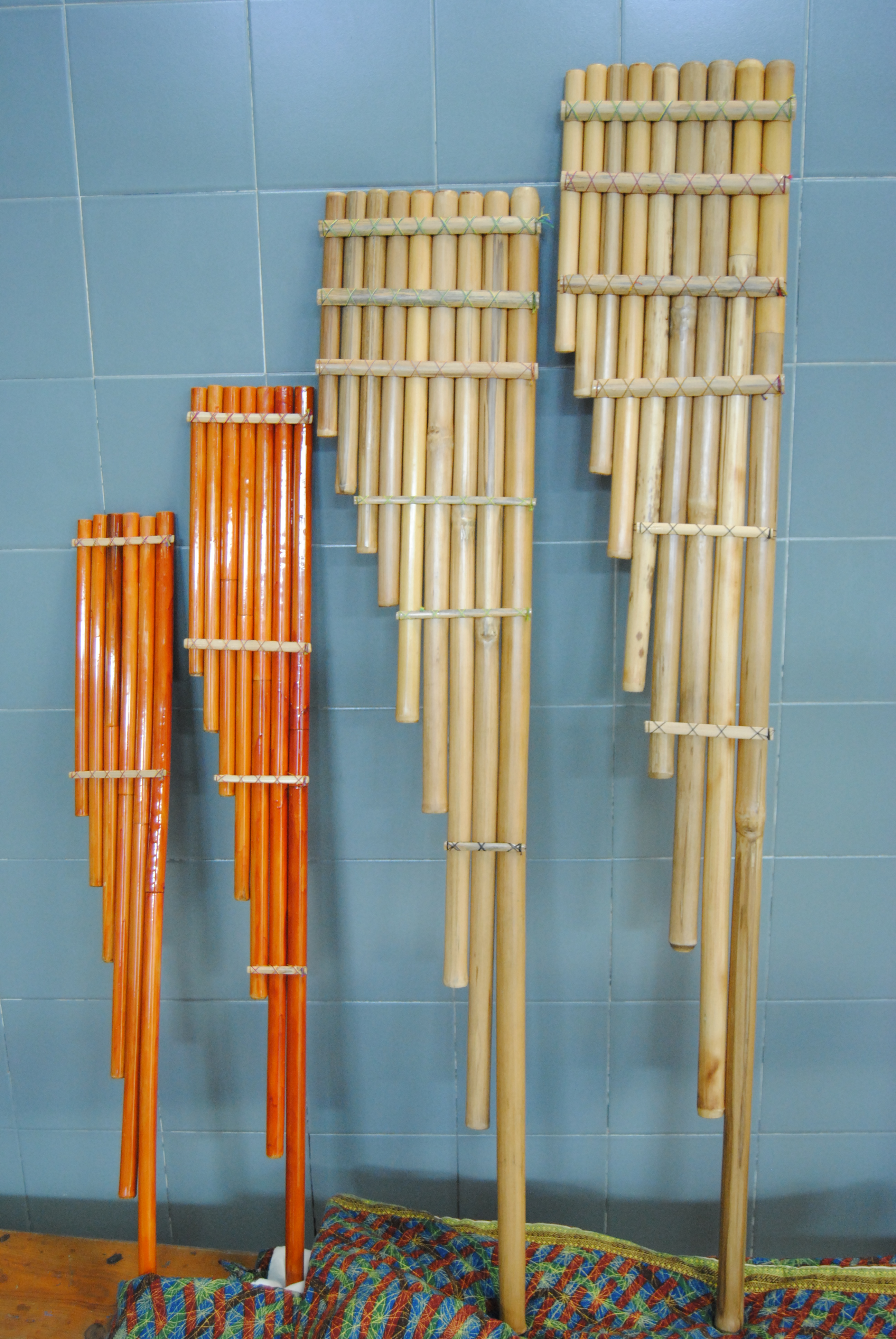
Sikus

La familia de las zampoñas es realmente extensa, aunque las diferencias y variantes, vienen dadas mayoritariamente por el número de caños que componen cada instrumento y sobre todo, la longitud de los mismos.
Atendiendo al tamaño de los tubos, podemos catalogarlos en cuatro grandes grupos que conforman y dan vida a la orquesta de zampoñas:
Según su tamaño de menor a mayor se le clasifica en:
- Chuli siku (ika suki)
- Malta siku
- Sanqa siku
- T'uyu siku

Las zampoñas maltas (malta) (generalmente afinadas en "mi") pueden ser:
- Los chulis, (ch'uli, escritura aymara) afinados una octava por encima;
- Las zankas (sanqa) afinadas una octava por debajo; y
- Los toyos (t'uyu) con afinación dos octavas inferior a las maltas.

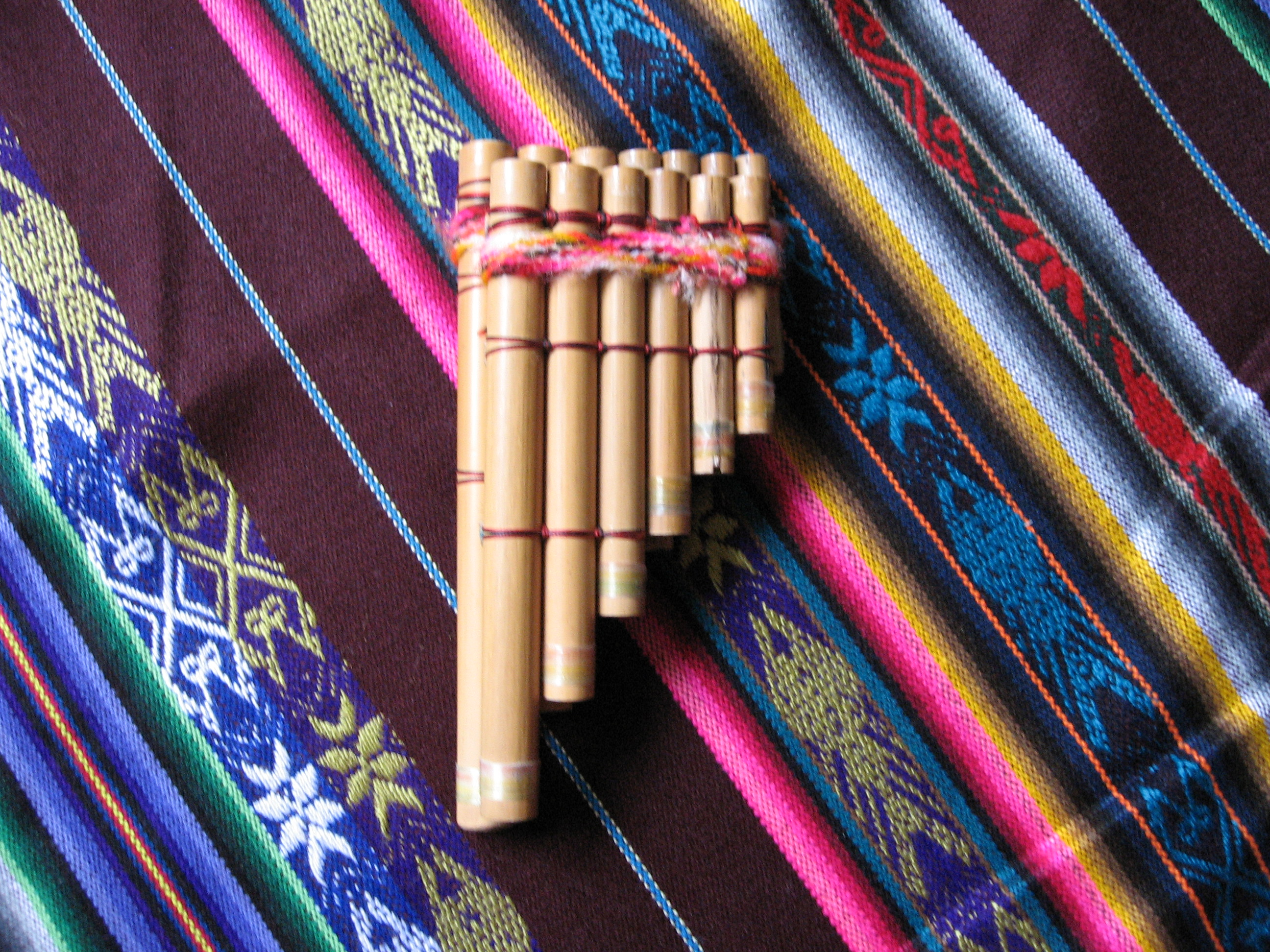
Chulis

Habitualmente se montan con 13 caños, aunque también es frecuente encontrar zampoñas mixtas de 21 o 23 caños. De esta forma, la escala se amplía dotando al instrumento con registros malta-ch'uli, zanka-malta, etc.
De igual manera es usual encontrar toyos o zankas en los que se refuerza su escala aumentando en dos tubos su registro más grave. 
Las afinaciones más utilizadas son las de "mi" y "la" y atienden a los registros que se muestran en las siguientes tablas.

## Sonido
La siguiente tabla muestra el registro individual de las notas producidas por cada caña en tres variedades tradicionales del siku andino:
| Imagen | Variedad de Siku           | Disposición | Nº de cañas | Registro sonoro por caña |
| ------ | -------------------------- | ----------- | ----------- | ------------------------ |
|        | Siku Chuli (ch’uli o suli) | Ira         | 6           |                          |
| Arka   | Siku Chuli (ch’uli o suli) | 7           |             |                          |
|        | Siku Malta                 | Ira         | 6           |                          |
| Arka   | Siku Malta                 | 7           |             |                          |
|        | Siku Sanqa (o sanja)       | Ira         | 6           |                          |
| Arka   | Siku Sanqa (o sanja)       | 7           |             |                          |

## Ejecución

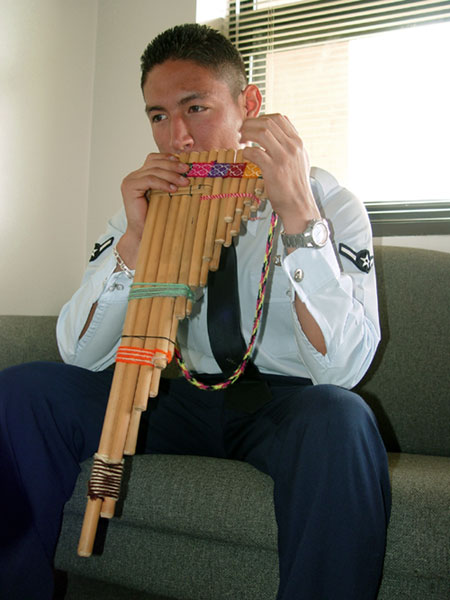
Ejecución de t'uyu siki por un sicuri.

El ejecutante o tañedor de sicus se llama «sicuri». El conjunto de ejecutantes se denomina grupo o banda de sicuris.
El ejecutante sostiene de manera vertical las cañas (que están unidas entre sí de manera rígida y paralela por medio de varas o cuerdas). Coloca el labio inferior contra el borde de uno de los tubos, dirigiendo el golpe de aire hacia delante, de manera perpendicular al eje del tubo. El sonido se producirá porque el aire que se encuentra dentro de la caña entra en resonancia con la vibración producida por la fricción del viento contra el borde de la caña. La nota musical obtenida estará en relación con la longitud de la columna de aire y con el diámetro interno del tubo. Cada ataque es acentuado por medio de un chasquido de la lengua (como si repitiera el fonema «ta» o «cha» mientras sopla).
El tipo de ejecución más habitual es entre dos grupos que tienen a su cargo una «mitad» de la melodía, porque cada siku tiene una mitad de la escala. Una mitad de los sicuris ejecuta usando, por ejemplo, el do, mi, sol, si, re, etc. mientras la otra mitad ejecuta las notas re, fa, la, do, mi, etc. por lo que la escala se intercala entre los dos grupos ejecutantes. El efecto, estando presente en el lugar de ejecución, es el de estar frente a un extraño tipo de órgano que va «moviendo la música» según cual de los dos grupos toque una determinada nota. Los miembros de los grupos suelen disponerse también intercalados, de tal suerte que el ejecutante del siku de siete hileras tiene a su costado un ejecutante de sicu de seis, para poder sincronizar a la perfección la melodía, la cual suena «a uno», pero también, «entre dos».
El siku es un instrumento eminentemente colectivo, donde todos tocan el mismo instrumento, formando una gran banda. Debemos precisar que los ejecutantes intercalan (trenzan la melodía). Cada intérprete tiene la mitad de la ejecución. A cada corte o tamaño de siku en ciertas zonas del altiplano peruano boliviano, se le agregan otros cortes. Así, un chili tiene su contra chili y bajo chili, la malta tiene su bajo y contra, al igual que la zanja tendrá su bajo y su contra, obteniéndose de esta manera muchas voces y matices durante la interpretación.